# Faughnia formosae
Faughnia formosae is een bidsprinkhaankreeftensoort uit de familie van de Parasquillidae. De wetenschappelijke naam van de soort is voor het eerst geldig gepubliceerd in 1997 door Manning & Chan.